# Shirley Walker
Shirley Walker est une compositrice américaine, née le 10 avril 1945 à Napa, en Californie (États-Unis), et morte le 30 novembre 2006 à Reno, dans le Nevada (États-Unis).

## Filmographie

### En tant que compositrice
- 1979 : L'Etalon noir (The Black Stallion) (co-compositrice avec Carmine Coppola)
- 1981 : Falcon Crest (série télévisée)
- 1982 : The End of August
- 1983 : Touched
- 1984 : Violated (musique non utilisée)
- 1985 : The Dungeonmaster (co-compositrice avec Richard Band)
- 1985 : Ghoulies (co-compositrice avec Richard Band)
- 1986 : Fluppy Dogs (TV)
- 1989 : Batman (musiques additionnelles; musique de Danny Elfman)
- 1990 : Strike It Rich
- 1990 : Chicago Joe et la Showgirl (Chicago Joe and the Showgirl) de Bernard Rose (Hans Zimmer est crédité comme compositeur à sa place pour une raison inconnue)
- 1990 : The Flash (TV)
- 1991 : Croc-blanc (musiques additionnelles; musiques de Basil Poledouris et Hans Zimmer)
- Ni Dieu ni maître (en) (Born to Ride)
- 1992 : Les Aventures d'un homme invisible (Memoirs of an Invisible Man)
- 1992 : Batman (animation)
- 1992 : Majority Rule (TV)
- 1993 : Batman contre le fantôme masqué (Batman: Mask of the Phantasm)
- 1994 : The Haunting of Seacliff Inn (TV)
- 1995 : Prelude to Eden
- 1995 : Space 2063 (Space: Above and Beyond) (série télévisée)
- 1995 : The Adventures of Captain Zoom in Outer Space (en) (TV)
- 1996 : It Came from Outer Space II (TV)
- 1996 : The Crying Child (TV)
- 1996 : Los Angeles 2013 (Escape from L.A.) avec John Carpenter
- 1996 : Superman, l'Ange de Metropolis (animation)
- 1997 : Turbulences à 30 000 pieds (Turbulence)
- 1997 : Astéroïde (Asteroid) (TV)
- 1997 : Spawn (série télévisée)
- 1997 : Un nouveau départ pour la Coccinelle (The Love Bug) (TV)
- 1997 : The New Batman Adventures aka Gotham Knights (animation)
- 1998 : L'Écho de la peur (Baby Monitor: Sound of Fear) (TV)
- 1999 : Batman, la relève  (animation)
- 1999 : Mystery Men (musiques additionnelles)
- 2000 : Les Médiums (The Others) (série télévisée)
- 2000 : Destination finale (Final Destination)
- 2001 : Ritual
- 2002 : Les ombres du désert (Disappearance) (TV)
- 2003 : Destination finale 2 (Final Destination 2)
- 2003 : Willard
- 2006 : Destination finale 3 (Final Destination 3)
- 2006 : Black Christmas

### En tant que chef d'orchestre/orchestratrice pour d'autres compositeurs

#### Angelo Badalamenti
- 1989 : Le sapin a les boules (Christmas Vacation) (chef d'orchestre, non créditée)

#### Richard Band
- 1980 : Metalstorm (chef d'orchestre)
- 1983 : Swordkill (chef d'orchestre et orchestratrice)

#### Charles Bernstein
- 1983 : Cujo (chef d'orchestre)

#### Carter Burwell
- 1995 : Duo mortel (Bad Company) (orchestratrice)
- 1995 : Dingo et Max (A Goofy Movie) (chef d'orchestre et orchestratrice)
- 1996 : Fear (chef d'orchestre et orchestratrice)

#### Michael Convertino
- 1986 : Les Enfants du silence (Children Of A Lesser God) (chef d'orchestre et orchestratrice)

#### Carmine Coppola
- 1979 : L'Etalon noir (The Black Stallion) (orchestratrice)

#### John Du Prez
- 1990 : Les Tortues Ninja (Teenage Mutant Ninja Turtles) (orchestratrice, non créditée)

#### Danny Elfman
- 1988 : Fantômes en fête (Scrooged) (chef d'orchestre)
- 1989 : Batman (chef d'orchestre et orchestratrice)
- 1990 : Edward aux mains d'argent (Edward Scissorhands) (chef d'orchestre)
- 1990 : Dick Tracy (chef d'orchestre et orchestratrice)
- 1990 : Cabal (Nightbreed) (chef d'orchestre et orchestratrice)
- 1990 : Darkman (chef d'orchestre et orchestratrice)
- 1992 : Article 99 (chef d'orchestre)

#### Harold Faltermeyer
- 1989 : Autant en emporte Fletch! (Fletch Lives) (chef d'orchestre et orchestratrice)

#### Brad Fiedel
- 1980 : Murder In Coweta Country (TV) (chef d'orchestre)
- 1982 : Right Of Way (TV) (chef d'orchestre)

- 1984 : Anatomy Of An Illness (TV) (chef d'orchestre)

- 1988 : Les Accusés (The Accused) (chef d'orchestre et orchestratrice)
- 1989) : Famille immédiate (Immediate Family) (chef d'orchestre)
- 1992 : Gladiator (chef d'orchestre)
- 1992 : Franc-parler (Straight Talk) (chef d'orchestre)
- 1993 : L'Affaire Karen McCoy (The Real McCoy) (chef d'orchestre)
- 1993 : Piège en eaux troubles (Striking Distance) (chef d'orchestre et orchestratrice)
- 1994 : True Lies (chef d'orchestre et orchestratrice)
- 1995 : Johnny Mnemonic (chef d'orchestre et orchestratrice, non créditée)
- 1996 : Eden (chef d'orchestre)
- 1996 : Raspoutine (Rasputin) (TV) (chef d'orchestre)

#### Elliot Goldenthal
- 1995 : Batman Forever (chef d'orchestre et orchestratrice additionnelle, non créditée)

#### Michael Gore
- 1990 : Rendez-vous au paradis (Defending Your Life) (chef d'orchestre et orchestratrice)
- 1991 : La Femme du boucher (The Butcher's Wife) (chef d'orchestre et orchestratrice)

#### Trevor Jones
- 1990 : Arachnophobie (Arachnophobia) (chef d'orchestre et orchestratrice)

#### Marc Marder
- 1991 : True Identity (chef d'orchestre)

#### David Newman
- 1987 : Malone, un tueur en enfer (titre original : Malone) (orchestratrice)

#### William Olvis
- 1989 : Kill Me Again (chef d'orchestre)

#### Basil Poledouris
- 1991 : Croc-Blanc (White Fang) (chef d'orchestre et orchestratrice)
- 1995 : Sauvez Willy 2 (Free Willy 2) (chef d'orchestre)

#### Graeme Revell
- 1990 : Chucky, la poupée de sang (Child's Play 2) (chef d'orchestre et orchestratrice)

#### Mark Snow
- 1988 : Le père Noël est en prison (Ernest Saves Christmas) (orchestratrice)
- 1988 : Little Miss 4th Of July (TV) (orchestratrice)

#### Hans Zimmer
- 1989 : Black Rain (chef d'orchestre et orchestratrice)
- 1990 : Comme un oiseau sur la branche (Bird On A Wire) (chef d'orchestre et orchestratrice)
- 1990 : Jours de tonnerre (Days Of Thunder) (chef d'orchestre et orchestratrice)
- 1991 : Fenêtre sur Pacifique (Pacific Heights) (chef d'orchestre et orchestratrice)
- 1991 : Croc-Blanc (White Fang) (chef d'orchestre et orchestratrice)
- 1991 : Backdraft (chef d'orchestre et orchestratrice)
- 1992 : Radio Flyer (chef d'orchestre et orchestratrice)
- 1992 : Une équipe hors du commun (A League Of Their Own) (chef d'orchestre et orchestratrice)
- 1992 : Toys (chef d'orchestre et orchestratrice)
- 1993 : Opération Shakespeare (Renaissance Man) (chef d'orchestre)

## Récompenses
- 1996 : Daytime Emmy Award pour la musique "Batman: The Animated Series"
- 2001 : Daytime Emmy Award pour la musique "Batman Beyond"